# Hertleinsmühle
Hertleinsmühle (früher auch Gypsmühle bzw. Oelmühle genannt) ist ein Gemeindeteil der Stadt Wassertrüdingen im Landkreis Ansbach (Mittelfranken, Bayern). Hertleinsmühle liegt in der Gemarkung Wassertrüdingen.

## Geografie
Das Einöde liegt am Lentersheimer Mühlbach, einem linken Zufluss der Wörnitz. Unmittelbar westlich davon befindet sich die Kläranlage von Wassertrüdingen. Die Staatsstraße 2221 führt nach Wassertrüdingen (0,7 km nordwestlich) bzw. am Zollhaus nach Auhausen (3 km südlich).

## Geschichte
Gegen Ende des 18. Jahrhunderts lag das Anwesen im Fraischbezirk des ansbachischen Oberamtes Wassertrüdingen. Sie wurde ursprünglich als Walkmühle genutzt, später auch als Ölmühle. Ursprünglich befand sie sich etwas weiter südlich am Lentersheimer Mühlbach. Unter der preußischen Verwaltung (1792–1806) des Fürstentums Ansbach erhielt das Anwesen bei der Vergabe der Hausnummern die Nr. 230 des Ortes Wassertrüdingen. Nachdem die Mühle abgebrannt war, wurde sie an der heutigen Stelle 1826 neu errichtet. Seit 1827 war sie in Besitz von Georg Hertlein, nach dem sie später auch benannt werden sollte. 1837 und 1846 wurde sie in Ortsverzeichnissen als Gyps- und Oelmühle bezeichnet.
Mit dem Gemeindeedikt  wurde der Ort im Jahr 1809 dem Steuerdistrikt und der Munizipalgemeinde Wassertrüdingen zugewiesen.

### Einwohnerentwicklung
| Jahr      | 001818 | 001836 | 001840 | 001950 | 001961 | 001970 | 001987 |
| Einwohner | 3      |        |        | 4      | 2      | 4      | 3      |
| Häuser    | 1      | 1      | 1      | 1      | 1      |        | 1      |
| Quelle    | [ 12 ] | [ 8 ]  | [ 2 ]  | [ 13 ] | [ 14 ] | [ 15 ] | [ 1 ]  |

## Religion
Der Ort ist evangelisch-lutherisch geprägt und bis heute in die Dreieinigkeitskirche (Wassertrüdingen) gepfarrt. Die Einwohner römisch-katholischer Konfession sind nach Heilig Geist (Wassertrüdingen) gepfarrt.